# Tulenkantajat
Tulenkantajat (Los Portadores de la llama) fue un grupo literario en Finlandia durante la década de 1920. Su objetivo y tarea principal consistía en sacar a Finlandia de su relegación cultural y literaria para llevarla al nivel de la literatura europea moderna. No consideraron a sus proclamas como encauzadas a formar un programa de cualquier clase, sino que declararon que su grupo era en sí el "nuevo sentimiento vital", construido sobre la humildad, el coraje y el sentido de comunidad. El grupo publicó su revista propia Tulenkantajat. El editorial del primer número de la revista enfatizó la desconexión del grupo a cualquier partido político, llegando incluso a lo apolítico. Aun así, menos de una década más tarde el grupo se desbandó en parte debido a conflictos políticos. Mientras que algunos terminaron estrictamente en la izquierda otros abiertamente promovieron los valores de la derechista Sociedad Académica Karelia.
En los años de 1930, Erkki Vala lanzó otra revista Tulenkantajat  que publicó de 1932 a 1939. La revista de Vala era más política comparada con su predecesora.

## Posicionamiento
El lema principal del grupo era Ikkunat auki Eurooppaan (Ventanas abiertas a Europa) y sus miembros visitaron las ciudades más importantes de Europa como París, Roma, Londres y Berlín. Los jóvenes que iniciaron Tulenkantajat a los 20 años acabaron siendo importantes personajes culturales de la sociedad finlandesa. 
La poesía y prosa del grupo Tulenkantaja recibió inspiración de temas orientales, del jazz, de la vida industrial urbana, así como del hedonismo.

## Miembros notables
- Uuno Kailas
- Arvi Kivimaa
- Martti Haavio (Seudónimo P. Mustapää)
- Yrjö Jylhä
- Olavi Paavolainen
- Ilmari Pimiä
- Nyrki Tapiovaara
- Elina Vaara
- Erkki Vala
- Katri Vala
- Mika Waltari